# Ô
De Ô (onderkast: ô) is een in het Latijns alfabet voorkomende letter. De letter wordt gevormd door het karakter O met een daarboven geplaatst accent circonflexe.
In het Frans wordt met het gebruik van de ô meestal een verloren gegane s weergegeven, bijvoorbeeld in hôpital, voorheen hospital. In het Waals daarentegen geeft de Ô aan dat het een verlengde O-klank betreft.
In het Fries vertegenwoordigt de ô een lange geronde halfopen achterklinker [ɔː].
In het Kasjoebisch vertegenwoordigt de ô de klanken [ɞ] en [ɛ] in de westelijke dialecten, de klank ò [ɔ] in het dialect van Wejherowo (district) en de klanken [o]/[u] in de zuidelijke dialecten.
In het Slowaaks vertegenwoordigt de ô de klank uo[u̯o].
In het Vietnamees duidt dit teken een korte, gesloten O klank aan, en kan met toonhoogtetekens gecombineerd worden.
In het Weerts (Limburgs) wordt de Ô uitgesproken als /ɔː/. Met een sleeptoon (ː).

## Weergave op de computer
In Unicode vindt men de Ô  onder de codes U+00D4 (hoofdletter) en U+00F4 (onderkast).
In TeX worden de Ô en ô weergeven door respectievelijk \^O en \^o te gebruiken.